# Europese kampioenschappen indooratletiek 2023 – Hink-stap-springen vrouwen
Het Hink-stap-springen voor vrwouen op de Europese indoorkampioenschappen van 2023 vond de kwalificatie plaats op 3 maart en op 5 maart 2023 de finale en werd gehouden op de shorttrackbaan van Ataköy Arena in Istanbul in Turkije. Het was de vijfendertigste keer dat dit onderdeel op het programma stond.
Het Hink-stap-springen voor vrouwen werd gewonnen door de Turkse Tuğba Danışmaz in 14,31 meter dat een nationataal record betekende. De Italiaanse Dariya Derkach werd tweede in 14,20 meter. Het brons ging naar de Portugese Patrícia Mamona in 14,16 meter.

## Records
Voorafgaand aan het toernooi waren dit het Wereldrecord, Europees record, Kampioenschapsrecord en de Wereld-, Europese leiding.
| Wereldrecord         | Yulimar Rojas           | 15,74 | Belgrado  | 20 maart 2022    |
| Europees record      | Tatjana Lebedeva        | 15,36 | Boedapest | 6 maart 2004     |
| Kampioenschapsrecord | Ashia Hansen            | 15,16 | Valencia  | 28 februari 1998 |
| WL                   | Liadagmis Povea         | 14,81 | Liévin    | 15 februari 2023 |
| EL                   | Maryna Bech-Romantsjoek | 14,41 | Karlsruhe | 27 februari 2023 |

## Resultaten

### Kwalificatieronde
Kwalificatieregels: behalen van de kwalificatiestandaard van 14,10 (Q), of deel uitmaken van de 8 best presterende atleten (q).
| Rang | Naam                | Land         | 1      | 2     | 3     | Resultaat | Bijz.  |
| ---- | ------------------- | ------------ | ------ | ----- | ----- | --------- | ------ |
| 1    | Tuğba Danışmaz      | Turkije      | 13,81  | 14,09 |       | 14,09     | q      |
| 2    | Patrícia Mamona     | Portugal     | 14,09  | x     |       | 14,09     | q      |
| 3    | Dariya Derkach      | Italië       | 13,81  | 13,98 |       | 13,98     | q      |
| 4    | Ottavia Cestonaro   | Italië       | 13,98  |       |       | 13,98     | q, SB  |
| 5    | Kira Wittmann       | Duitsland    | 13,57  | 13,96 |       | 13,96     | q      |
| 6    | Neja Filipič        | Slovenië     | x      | 13,94 | 13,18 | 13,94     | q, SB  |
| 7    | Dovilė Kilty        | Litouwen     | 13,28  | 13,48 | 13,83 | 13,83     | q, SB  |
| 8    | Maja Åskag          | Zweden       | x      | 13,67 | 13,82 | 13,82     | q, =SB |
| 9    | Adrianna Laskowska  | Polen        | x      | 13,66 | 13,76 | 13,76     | =SB    |
| 10   | Spyridoula Karydi   | Griekenland  | 13,60  | x     | x     | 13,60     | SB     |
| 11   | Yekaterina Sariyeva | Azerbeidzjan | x      | 13,55 | 13,40 | 13,55     | NR     |
| 12   | Aina Grikšaitė      | Litouwen     | 13,38  | 13,48 | 13,50 | 13,50     |        |
| 13   | Elena Andreea Taloș | Roemenië     | 13,31  | 13,39 | 13,28 | 13,39     |        |
| 14   | Diana Zagainova     | Litouwen     | x      | 13,30 | 13,37 | 13,37     |        |
| 15   | Eva Pepelnak        | Slovenië     | 13,32  | 13,28 | x     | 13,32     |        |
| 16   | Aleksandra Nacheva  | Bulgarije    | 13.,26 | 13,12 | 13,09 | 13,26     |        |
| 17   | Paola Borović       | Kroatië      | 13,03  | x     | 13,24 | 13,24     |        |
| 18   | Yana Sargsyan       | Armenië      | 12,76  | 12,84 | x     | 12,84     | SB     |

### Finale
| Rang   | Atleet            | Land      | 1     | 2     | 3     | 4     | 5     | 6     | Resultaat | Bijz. |
| ------ | ----------------- | --------- | ----- | ----- | ----- | ----- | ----- | ----- | --------- | ----- |
| Goud   | Tuğba Danışmaz    | Turkije   | 14,31 | 14,11 | x     | x     | x     | x     | 14,31     | NR    |
| Zilver | Dariya Derkach    | Italië    | 13,97 | 14,20 | 13,54 | 14,08 | x     | 11,87 | 14,20     |       |
| Brons  | Patrícia Mamona   | Portugal  | 14,16 | 13,98 | x     | x     | 13,90 | 13,41 | 14,16     |       |
| 4      | Ottavia Cestonaro | Italië    | 13,98 | 13,88 | x     | x     | 14,03 | 14,08 | 14,08     |       |
| 5      | Neja Filipič      | Slovenië  | 13,92 | x     | 13,54 | x     | x     | 13,05 | 13,92     |       |
| 6      | Dovilė Kilty      | Litouwen  | x     | 13,92 | 13,52 | x     | x     | 13,36 | 13,92     | SB    |
| 7      | Kira Wittmann     | Duitsland | 11,92 | 13,73 | 13,79 | 13,74 | 13,64 | 13,66 | 13,79     |       |
| 8      | Maja Åskag        | Zweden    | x     | x     | x     | x     | 13,39 | 13,64 | 13,64     |       |

o geldige poging | x ongeldige poging | - poging overgeslagen | NM Geen geldig resultaat | WR Wereldrecord | CR Kampioenschapsrecord | AR Continentaal record | NR Nationaalrecord | WL Wereldleiding | EL Europese leiding | SB Beste seizoenprestatie | =SB Evenaring beste seizoenprestatie | PB Persoonlijk record | =PB Evenaring persoonlijk record